# Bakung Temenggungan
Bakung Temenggungan is een bestuurslaag in het regentschap Sidoarjo van de provincie Oost-Java, Indonesië. Bakung Temenggungan telt 4383 inwoners (volkstelling 2010).